# 五條さやか
五條 さやか（ごじょう さやか、4月25日 - ）は、日本の漫画家、イラストレーター。血液型A型。

## 略歴
アニメ・漫画の専門学校、東京アニメーター学院漫画家プロ養成科で在学デビューする。
デビュー作品は、2002年に刊行された、エニックス（現在はスクウェア・エニックス）のアンソロジー、「GWCSガンガンウィングコミックススペシャル」。
天野こずえの「ARIA」でアシスタントをしており、関連書籍「月刊ウンディーネ」でイラストを担当した。
現在は、様々なゲーム系雑誌やアンソロジーを中心に漫画家兼イラストレーターとして、活躍している。
漫画、イラストともに、細かい書き込みが特徴的。
漫画形式は、短編読みきり、1ページコミック、4コマ漫画などがあり、オリジナル、原作付き作品共にギャグやコメディを得意としている。

## 作品

### オリジナル
雑誌掲載分
- ぷちでび! （コミックブレイド、マッグガーデン）
- アマチア♪ （コミックブレイド） - 2003年7月号にて読み切りで掲載。
- ひのまる☆こぶちゃ （コミックブレイド）
- ほのか （E☆2、メディエイション）
- うさぎとかめ （E☆2）
- ねこにまたたび （電撃黒「マ）王、アスキー・メディアワークス）

### 原作付き
雑誌掲載分
- 偽りの輪舞曲 （電撃「マ）王、アスキー・メディアワークス）
- ヨーグルティング - 『マジキュー』（エンターブレイン）にてアンソロジーを寄稿。ガンホーの「ヨーグルティング」公式サイトにて4コマ漫画を掲載。
- 月刊ウンディーネ （マッグガーデン）

携帯電話配信
- 台北に舞う雪（同名映画の漫画化）

Web漫画
- 商社マンの異世界サバイバル 〜絶対人とはつるまねえ〜（ドラドラふらっと♭）
- モブだけど最強を目指します! 〜ゲーム世界に転生した俺は自由に強さを追い求める〜（ドラドラふらっと♭）